# Lasiosphaeria sorbina
Lasiosphaeria sorbina är en svampart som först beskrevs av William Nylander och fick sitt nu gällande namn av Petter Adolf Karsten 1873. 
Lasiosphaeria sorbina ingår i släktet Lasiosphaeria och familjen Lasiosphaeriaceae.  Arten är reproducerande i Sverige. Inga underarter finns listade i Catalogue of Life.